# Seneca (ciruela)
Seneca es una variedad cultivar de ciruelo (Prunus domestica), de las denominadas ciruelas europeas.
Una variedad de ciruela criada en 1937 en la « "New York State Agricultural Experiment Station" », Geneva, Estados Unidos, mediante el cruce de las variedades 'Italian Prune' x 'Prinlew'. Las frutas son de tamaño grande de piel amarillo verdoso a rojo púrpura recubierta de capa ligera de pruina, violácea;tienen una pulpa de color amarillo ambarino, textura blanda, muy jugosa, y sabor dulce muy agradable. Tolera las zonas de rusticidad según el departamento USDA, de nivel 5b, 5a, 6b, 6a, 7b, 7a.

## Sinonimia
- "NY981".

## Historia
'Seneca' variedad de ciruela que fue obtenida en 1937 en la « "New York State Agricultural Experiment Station", "NYAES" », Geneva, Estados Unidos, por el cruce de 'Italian Prune' como Parental Madre x el polen de 'Prinlew' como Parental Padre.
El nombre de 'Seneca' conmemora a los indios Seneca que vivieron en la zona de Nueva York, antes de ser desplazados por los colonos. Fue introducida al público en 1972, y fue considerada como la mejor variedad de ciruela europea tanto de variedad de jardín como de cultivo comercial desarrollada por el "NYAES".
'Seneca' está cultivada en diversos bancos de germoplasma de cultivos vivos, tales como en National Fruit Collection (Colección Nacional de Fruta) de Reino Unido con el número de accesión: 1993-009 y Nombre Accesión : Seneca. Fue introducida en el "Probatorio Nacional de Fruta" para evaluar sus características en 1993.

## Características
'Seneca' árbol de porte extenso, moderadamente vigoroso, erguido, sus hojas de la planta leñosa son caducas, de color verde, forma elíptica, sin pelos presentes, tienen dientes finos en el margen. Flor blanca, que tiene un tiempo de floración que comienza a partir del 15 de abril con el 10% de floración, para el 19 de abril tiene una floración completa (80%), y para el 1 de mayo tiene un 90% de caída de pétalos.
'Seneca' tiene una talla de tamaño grande de forma ovalada ligeramente asimétrica, peso promedio de 84.20 g;epidermis tiene una piel amarillo verdoso a rojo púrpura  recubierta de capa ligera de pruina, violácea; sutura con línea poco visible, de color algo más oscuro que el fruto. Situada en una depresión muy suave, algo más acentuada junto a cavidad peduncular; pedúnculo de longitud mediano, fuerte, con una longitud promedio de 16.60 mm, leñoso, con escudete muy marcado, muy pubescente, con la cavidad del pedúnculo estrecha, poco profunda, rebajada en la sutura y más levemente en el lado opuesto; pulpa de color amarillo ambarino, textura blanda, muy jugosa, y sabor dulce muy agradable.
Hueso no adherente, grande, alargado, muy asimétrico, con el surco dorsal muy ancho y profundo, los laterales más superficiales, zona ventral poco sobresaliente, superficie rugosa.
Su tiempo de recogida de cosecha se inicia en su maduración a principios de septiembre.

## Usos
Se usa comúnmente como postre fresco de mesa buena ciruela de postre de fines de verano.
También se usa por su alto contenido de azúcar lo convierte en una excelente opción para enlatar y secar.